# Lydos
Pour les articles homonymes, voir Lydos (homonymie).
Lydos est un roi légendaire de Lydie, en Asie Mineure, de la dynastie des Atyades. Selon Hérodote, il était le fils d'Atys (et donc le petit-fils de Manès) et c'est de lui que viendrait le nom de la Lydie, précédemment appelée Méonie.